# Спейт, Ричард Доббс
Ричард Доббс Спейт-старший (англ. Richard Dobbs Spaight; 25 марта 1758 — 6 сентября 1802) — американский революционер, восьмой губернатор американского штата Северная Каролина с 1792 по 1795 годы.
Родился в Северной Каролине, но в возрасте 8 лет, после смерти родителей, попал в Ирландию. Учился там и в Шотландии, в 1778 году вернулся к Северную Каролину. Служил в ополчении и в конгрессе штата. После Войны за независимость был делегатом Континентального конгресса. На Филадельфийском конвенте посещал все заседания и несколько раз брал слово. Способствовал ратификации Конституции Северной Каролины. Потерпел поражение на выборах в Сенат США и на пост губернатора, но 1802 году был избран в Палату представителей.
Умер от ранений, полученных на дуэли с конгрессменом Джоном Стенли. После этого в Северной Каролине были законодательно запрещены дуэли.

### Статьи
- Alexander B. Andrews. RICHARD DOBBS SPAIGHT (англ.) // The North Carolina Historical Review. — North Carolina Office of Archives and History, 1924. — Vol. 1. — P. 95-120.